# Giuseppe Vasi
Giuseppe Vasi, né à Corleone (Sicile) le 27 août 1710 et mort à Rome le 16 avril 1782 , est un graveur et un architecte italien célèbre pour ses vedute gravées.

## Biographie
Né en Sicile, Giuseppe Vasi commence sa carrière de graveur à Palerme. En 1735, il collabore à la série des Reggia del Trionfo dont il grave 10 planches.  

Il s'installe à Rome vers 1736. Il est membre de l'Accademia di San Luca et de l'Accademia dell'Arcadia. Il travaille dans un premier temps pour la Calcografia Camerale avant d'éditer à son compte des estampes. L'essentiel de sa production gravée est composée de vues de Rome, qui rencontrèrent un grand succès auprès des voyageurs du Grand Tour. 

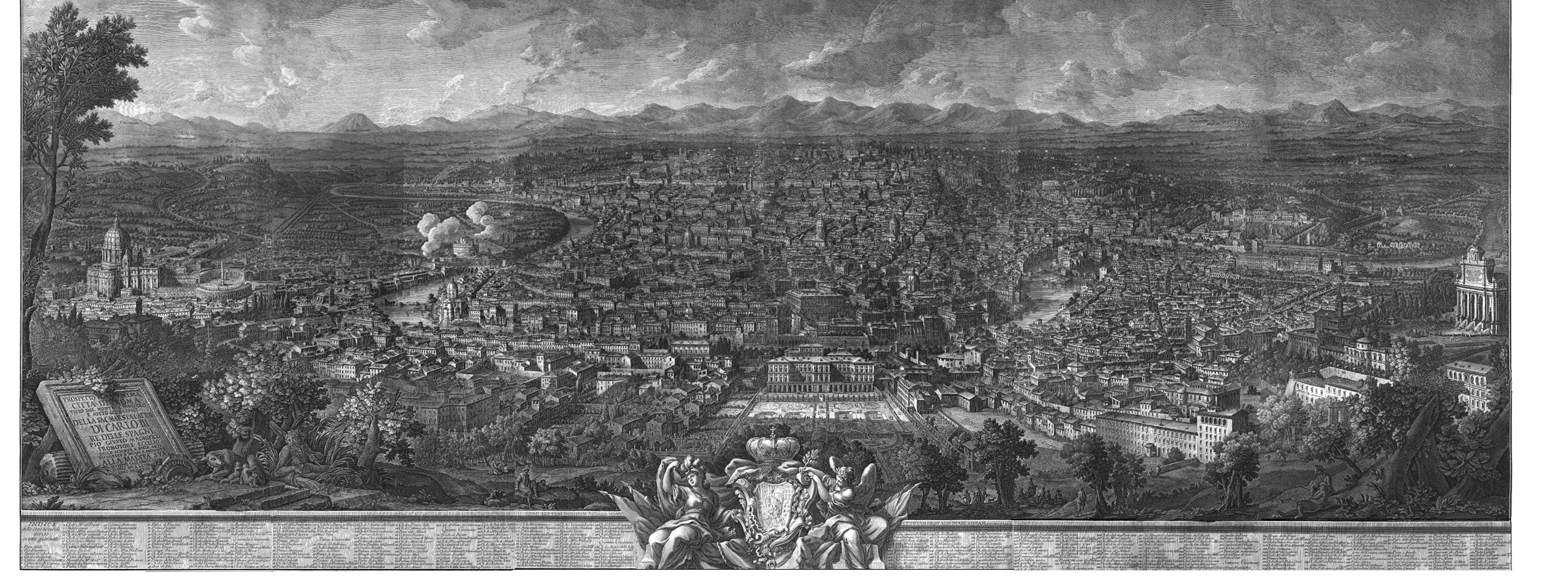
Giuseppe Vasi, Vue de Rome,1765, 1025 x 2615 cm

Giovanni Battista Piranesi a été son élève au cours des années 1740. 
La boutique de Vasi était située au rez-de-chaussée du Palais Farnèse, qui appartient alors à la Couronne de Naples.  
À la mort de Vasi en 1782, son fils Mariano poursuit l'impression des planches et leur commercialisation. Il actualise certaines matrices.

## Œuvre
Entre 1746 et 1761, Giuseppe Vasi publie une série de dix volumes comprenant 238 gravures figurant Rome. Elles sont regroupées sous le titre Delle magnificenze di Roma antica e moderna. Une partie des matrices originales sont aujourd'hui conservées à l'Istituto Nazionale per la Grafica. 
Delle magnificenze di Roma antica e moderna, en 10 volumes :
- Libro I - Le Porte e le Mura di Roma - 1747
- Libro II - Le Piazze principali con obelischi, colonne ed altri ornamenti - 1752
- Libro III - I Palazzi e le vie più celebri - 1754
- Libro IV - Le Basiliche e Chiese antiche
- Libro V - I Ponti e gli edifici sul Tevere - 1754
- Libro VI - Le Chiese parrocchiali - 1756
- Libro VII - I Conventi e case dei chierici regolari - 1756
- Libro VIII - I Monasterj e conservatori di donne - 1758
- Libro IX - I Collegi, Spedali e luoghi pii - 1759
- Libro X - Le Ville e giardini più rimarchevoli - 1761

Giuseppe Vasi est également l'auteur d'un plan gravé de Rome (1771, 1781) et d'un panorama à vol d'oiseau de la ville (1765). En 1763, il publie un guide de voyage "Itinerario istruttivo diviso in otto giornate per ritrovare con facilita tutte le antiche e moderne Magnificenze"

## L'œuvre gravé de Giuseppe Vasi dans les collections françaises
Le  musée des beaux-arts de Dijon possède un exemplaire de Delle magnificenze di Roma antica e moderna. Le département des estampes et de la photographie de la Bibliothèque nationale de France conserve également des estampes de Vasi.

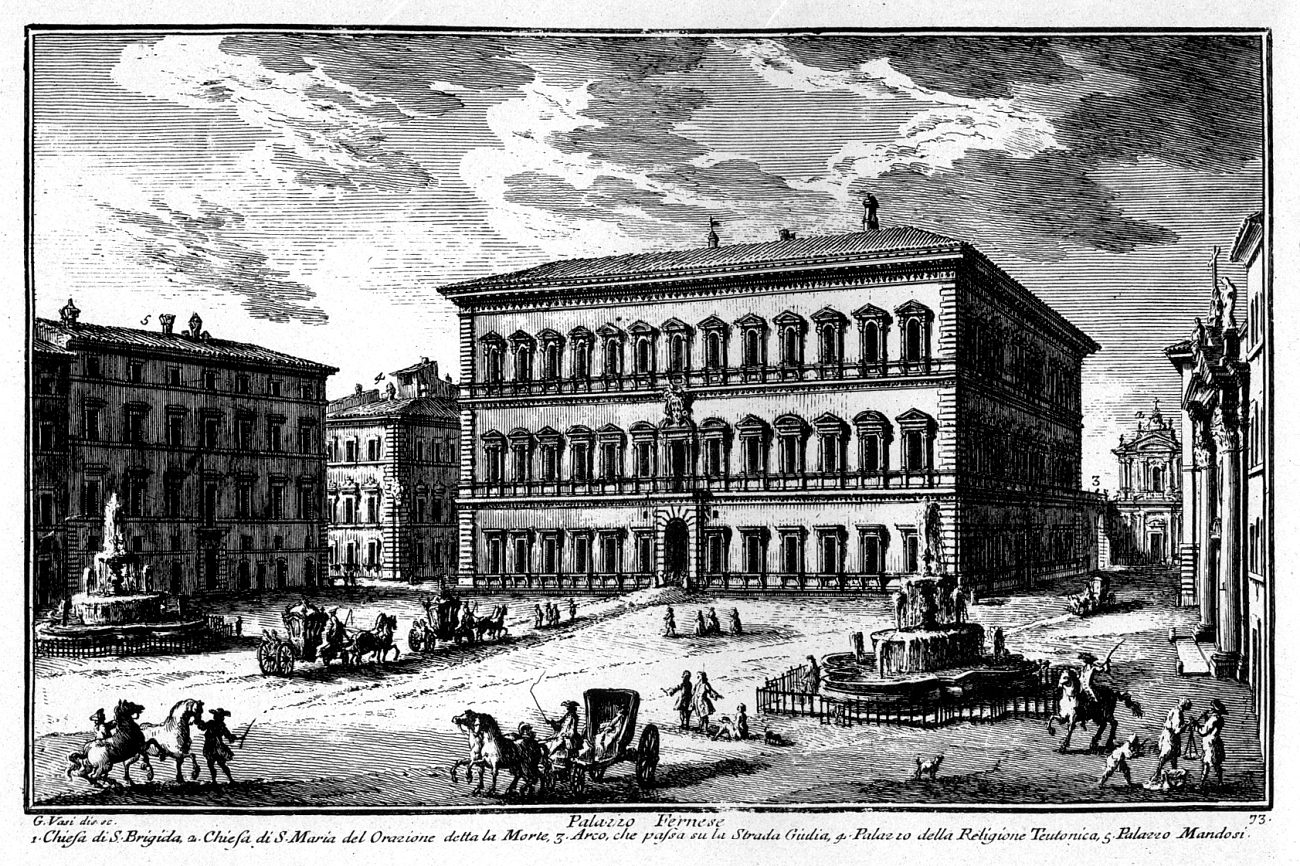
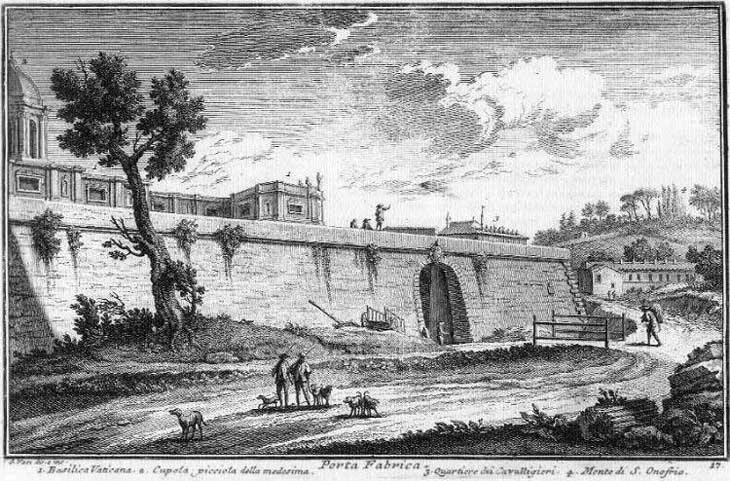
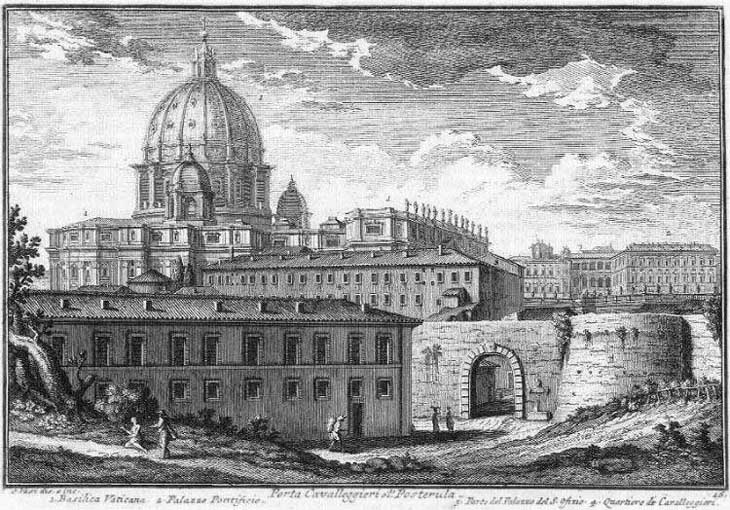
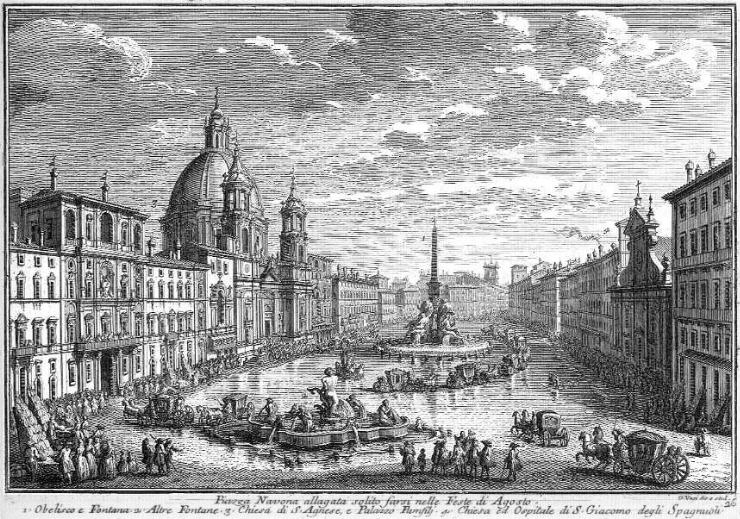
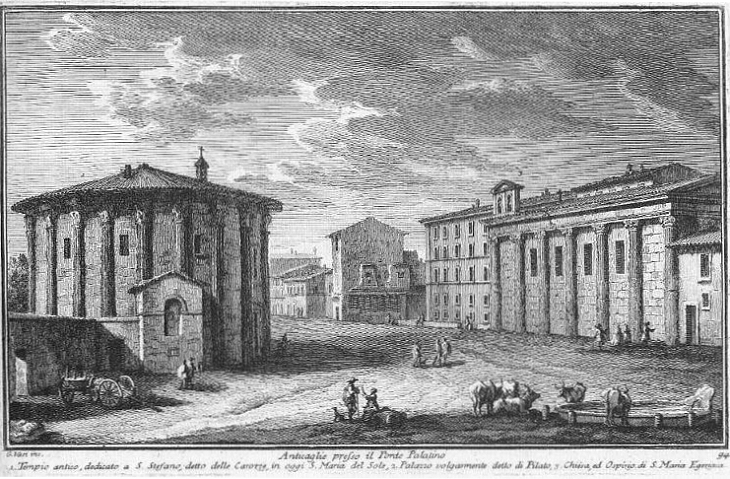
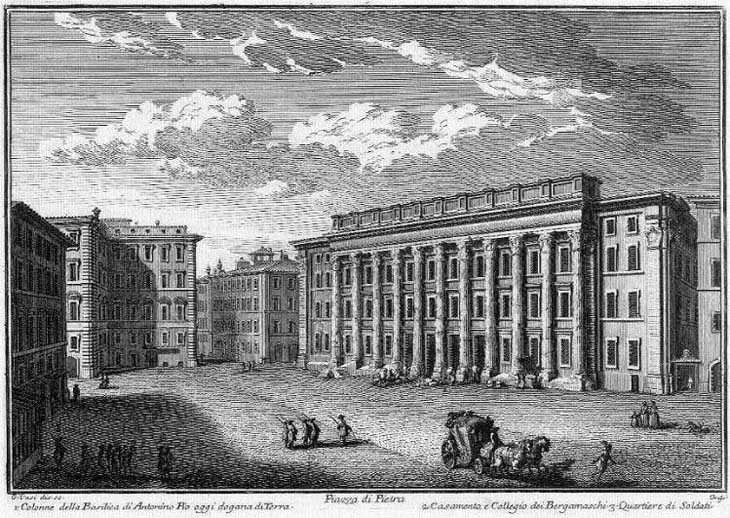